# Rafi Gavron
Rafi Gavron, all'anagrafe Raphael Pichey Gavron (Hendon, 24 giugno 1989), è un attore britannico.

## Biografia
Gavron nasce a Hendon, un sobborgo di Londra, il 24 giugno 1989, primogenito dei tre figli di Simon Gavron, un editore inglese nato da una ricca famiglia ebraica, e di Martha Pichey, una scrittrice statunitense. Il nonno paterno era il magnate della stampa londinese e filantropo Robert Gavron. Ha due fratelli, Benjamin (1992) e Moses (1996), e ha la doppia cittadinanza. Nel 2008 ha preso parte a un programma di volontariato, durato sei mesi, presso un kibbutz in Israele.

## Filmografia

### Cinema
- Complicità e sospetti (Breaking and Entering), regia di Anthony Minghella (2006)
- Nick & Norah - Tutto accadde in una notte (Nick and Norah's Infinite Playlist), regia di Peter Sollett (2008)
- Inkheart - La leggenda di cuore d'inchiostro (Inkheart), regia di Iain Softley (2008)
- La fredda luce del giorno (The Cold Light of Day), di Mabrouk El Mechri (2012)
- Separati innamorati (Celeste and Jesse Forever), regia di Lee Toland Krieger (2012)
- Snitch - L'infiltrato (Snitch), regia di Ric Roman Waugh (2013)
- Tracers, regia di Daniel Benmayor (2015)
- Love Is All You Need?, regia di Kim Rocco Shields (2015)
- A Star Is Born, regia di Bradley Cooper (2018)

### Televisione
- Roma (Rome) – serie TV, 3 episodi (2007)
- 24 – serie TV, 3 episodi (2009)
- Life Unexpected – serie TV, 8 episodi (2010)
- CSI: Miami – serie TV, episodio 17x09 (2011)
- Dal tramonto all'alba - La serie (From Dusk till Dawn: The Series) – serie TV, episodio 6x03 (2016)
- Bones – serie TV, episodio 5x12 (2017)
- Counterpart – serie TV, 2 episodi (2018)
- Homecoming - serie TV, 1 episodio (2018)
- Catch-22 – miniserie TV, 6 puntate (2019)
- Godfather of Harlem - serie TV, 19 episodi (2019)
- Westworld - Dove tutto è concesso (Westworld) – serie TV, episodi 3x01-3x04 (2020)

## Doppiatori italiani
Nelle versioni in italiano delle opere in cui ha recitato, Rafi Gavron è stato doppiato da:
- Flavio Aquilone in Inkheart - La leggenda di cuore d'inchiostro, La fredda luce del giorno, Snitch - L'infiltrato, Tracers, Catch-22, Books of Blood
- Fabrizio De Flaviis in Complicità e sospetti, Nick & Norah - Tutto accadde in una notte, Life Unexpected
- Daniele Giuliani in CSI: Miami
- Gabriele Patriarca in Godfather of Harlem
- Emanuele Ruzza in A Star Is Born
- Stefano Sperduti in Westworld - Dove tutto è concesso
- Francesco Venditti in Roma